# Pirenzepin
Pirenzepin (gastrozepin) se koristi u tretmanu čira dvanaestopalačnog creva, jer redukuje sekreciju želudačne kiseline kao i mišićni spazam. On pripada klasi lekova poznatih kao antagonisti muskarinskog receptora. Acetilholin je neurotransmiter parasimpatičkog nervnog sistema koji inicira stanje varenja, rezultat čega je povišenje gastrične motilnosti i probava. On nema uticaja na mozak i kičmenu moždinu jer ne može da prođe kroz krvno-moždanu barijeru.
Pirenzepin je bio ispitivan za moguću primenu u kontroli kratkovidosti.

## Spoljašnje veze
|  | Molimo Vas, obratite pažnju na važno upozorenje u vezi sa temama iz oblasti medicine (zdravlja). |